# Listă de scriitori români - B

## Scriitori români - B
| - Baciu, Ștefan - Bakonski, A. E. - Bacovia, George - Baghiu, Vasile - Balaș, Orlando - Balotă, Nicolae - Baltag, Cezar - Baltazar Camil - Banuș, Maria - Baranga, Aurel - Barbu, Eugen - Barbu, Ion - Barbu, Petre - Baros, Aurel Maria - Bart, Jean - Barth, Peter - Basarab, Neagoe - Băciuț, Nicolae - Bădescu, Horia - Băieșu, Ion - Băjenaru, George - Bălan, Cristian Petru] - Bălăiță, George - Bălcescu, Nicolae - Bancilă, Vasile | - Bănescu, Florin - Bănulescu, Ștefan - Bârsilă, Mircea - Beniuc, Mihai - Berca, Olimpia - Bergel, Hans - Beșleagă, Vladimir - Berwanger, Nikolaus - Biberi, Ion - Bibescu, Martha - Bittel, Adriana - Blaga, Lucian - Blandiana, Ana - Blecher, Max - Bobe, T. O. - Bodiu, Andrei - Boerescu, Dan Silviu - Bogza, Geo - Boldea, Iulian - Bolintineanu, Dimitrie - Bolliac, Cezar - Borbély, Ștefan - Bossert, Rolf - Bot, Ioana | - Bogdan, Dan - Botez, Demostene - Botta, Dan - Botta, Emil - Brahaș, Cornel - Brătescu-Voinesti, Ioan Alexandru - Brătianu, Ion - Breban, Nicolae - Breitenhofer, Anton - Breslașu, Marcel - Brezianu, Andrei - Brezianu, Barbu - Brumaru, Emil - Bucur, Romulus - Budai-Deleanu, Ion - Bulhardt, Franz Johannes - Burghiu, Iacob - Busuioc, Aureliu - Busuioc, Valentin - Butnaru, Leo - Buzatu, Dumitru - Buzea, Constanța - Buzura, Augustin |